# خط طول 16° شرق

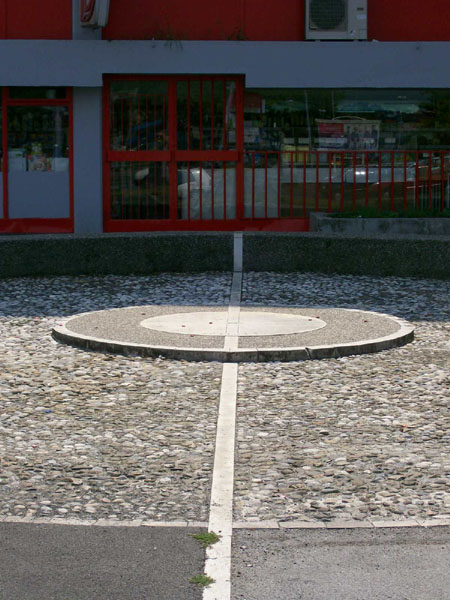
خط طول 16 ميريديجان زغرب (فوكوفارسكا-دريتشيفا)

خط طول 16° شرق هو أحد خطوط الطول الجغرافية، والتي تمتد من القطب الشمالي الجغرافي إلى القطب الجنوبي الجغرافي، وحسب التحويل الزمني يتقدم خط طول 16° شرق عن خط غرينتش بـ1 ساعات و4 دقائق.

## من القطب إلى القطب
ينطلق خط طول 16° شرق من القطب الشمالي نحو القطب الجنوبي مرورا بالمناطق التي ترد في الجدول التالي:
| الإحداثيات                         | البلد أو الإقليم أو البحر   | ملاحظات                                                                           |
| ---------------------------------- | --------------------------- | --------------------------------------------------------------------------------- |
| 90°0′N 16°0′E / 90.000°N 16.000°E  | المحيط المتجمد الشمالي      |                                                                                   |
| 80°1′N 16°0′E / 80.017°N 16.000°E  | النرويج                     | جزيرة سبيتسبرغن، سفالبارد                                                         |
| 76°45′N 16°0′E / 76.750°N 16.000°E | المحيط الأطلسي              | بحر غرينلاند بحر النرويج                                                          |
| 69°18′N 16°0′E / 69.300°N 16.000°E | النرويج                     | جزر Andøy وهينويا, و the mainland                                                 |
| 66°52′N 16°0′E / 66.867°N 16.000°E | السويد                      |                                                                                   |
| 46°12′N 16°0′E / 46.200°N 16.000°E | بحر البلطيق                 |                                                                                   |
| 54°15′N 16°0′E / 54.250°N 16.000°E | بولندا                      |                                                                                   |
| 50°36′N 16°0′E / 50.600°N 16.000°E | جمهورية التشيك              |                                                                                   |
| 48°47′N 16°0′E / 48.783°N 16.000°E | النمسا                      |                                                                                   |
| 46°50′N 16°0′E / 46.833°N 16.000°E | سلوفينيا                    | لحوالي 11 km                                                                      |
| 46°43′N 16°0′E / 46.717°N 16.000°E | النمسا                      | لحوالي 6 km                                                                       |
| 46°40′N 16°0′E / 46.667°N 16.000°E | سلوفينيا                    |                                                                                   |
| 46°18′N 16°0′E / 46.300°N 16.000°E | كرواتيا                     | مرورا عبر زغرب, شرقي city centre                                                  |
| 45°13′N 16°0′E / 45.217°N 16.000°E | البوسنة والهرسك             |                                                                                   |
| 44°38′N 16°0′E / 44.633°N 16.000°E | كرواتيا                     |                                                                                   |
| 43°29′N 16°0′E / 43.483°N 16.000°E | البحر الأبيض المتوسط        | البحر الأدرياتيكي                                                                 |
| 42°59′N 16°0′E / 42.983°N 16.000°E | كرواتيا                     | جزيرة Biševo                                                                      |
| 42°57′N 16°0′E / 42.950°N 16.000°E | البحر الأبيض المتوسط        | البحر الأدرياتيكي                                                                 |
| 41°57′N 16°0′E / 41.950°N 16.000°E | إيطاليا                     |                                                                                   |
| 41°40′N 16°0′E / 41.667°N 16.000°E | البحر الأبيض المتوسط        | مانفريدونيا                                                                       |
| 41°26′N 16°0′E / 41.433°N 16.000°E | إيطاليا                     |                                                                                   |
| 39°25′N 16°0′E / 39.417°N 16.000°E | البحر الأبيض المتوسط        | البحر التيراني                                                                    |
| 38°44′N 16°0′E / 38.733°N 16.000°E | إيطاليا                     |                                                                                   |
| 37°55′N 16°0′E / 37.917°N 16.000°E | البحر الأبيض المتوسط        |                                                                                   |
| 31°17′N 16°0′E / 31.283°N 16.000°E | ليبيا                       |                                                                                   |
| 23°27′N 16°0′E / 23.450°N 16.000°E | تشاد                        | The meridian enters Chad في the country's northernmost point, on the مدار السرطان |
| 7°30′N 16°0′E / 7.500°N 16.000°E   | جمهورية إفريقيا الوسطى      |                                                                                   |
| 3°0′N 16°0′E / 3.000°N 16.000°E    | الكاميرون                   |                                                                                   |
| 1°45′N 16°0′E / 1.750°N 16.000°E   | جمهورية الكونغو             |                                                                                   |
| 3°44′S 16°0′E / 3.733°S 16.000°E   | جمهورية الكونغو الديمقراطية |                                                                                   |
| 5°52′S 16°0′E / 5.867°S 16.000°E   | أنغولا                      |                                                                                   |
| 17°23′S 16°0′E / 17.383°S 16.000°E | ناميبيا                     |                                                                                   |
| 28°15′S 16°0′E / 28.250°S 16.000°E | المحيط الأطلسي              |                                                                                   |
| 60°0′S 16°0′E / 60.000°S 16.000°E  | المحيط الجنوبي              |                                                                                   |
| 69°41′S 16°0′E / 69.683°S 16.000°E | القارة القطبية الجنوبية     | أرض الملكة مود، المطالب الإقليمية بالقارة القطبية الجنوبية by النرويج             |